# Phalacropterix graminifera
Phalacropterix graminifera é uma espécie de insetos lepidópteros, mais especificamente de traças, pertencente à família Psychidae.
A autoridade científica da espécie é Fourcroy, tendo sido descrita no ano de 1785.
Trata-se de uma espécie presente no território português.